# Shin Megami Tensei: Devil Children Black Book/Red Book
Shin Megami Tensei: Devil Children Black Book/Red Book (真・女神転生 デビルチルドレン 黒の書・赤の書?, Shin Megami Tensei: Debiru Chirudorenn Kuro no Sho/Aka no Sho) è un videogioco di ruolo, parte della serie di videogiochi Megami Tensei. Sono state pubblicate tre versioni del gioco: Red Book e Black Book sono state pubblicate insieme nel 2000, ed ognuna ha un protagonista differente: Kai Setsuna per Black Book e Kaname Mirai per Red Book. Una terza versione, White Book (白の書?, Shiro no Sho), è stata pubblicata nel 2001, e vede protagonista un terzo personaggio, Kuzuha Masaki.
Le versioni Red e Black sono state pubblicate sotto unico titolo nella versione per PlayStation, con la caratteristica di avere tutti i dialoghi doppiati dai doppiatori dell'anime Devichil, serie televisiva di cinquanta episodi andati in onda fra il 2000 ed il 2001, i cui protagonisti sono sempre Kai Setsuna e Kaname Mirai.
Ogni gioco ha come protagonista un diverso Devil Child, un ragazzo che è per metà umano e per metà demone. Il gioco si svolge in un luogo immaginario chiamato Makai ma simile al moderno Giappone, come molti dei giochi della serie Megami Tensei. In questo universo gli umani collezionano mostri che parlano il linguaggio umano.

## Personaggi
- Setsuna Kai (甲斐刹那?, Kai Setsuna) è il protagonista della versione Black del gioco. Compare anche nella versione White, e nei videogiochi DemiKids: Light Version/Dark Version, Devil Children: Book of Fire/Book of Ice, Devil Children Mobile. In DemiKids: Ligth Version/Dark Version è conosciuto con il nome di Serina. Setsuna è un ragazzino che scopre di essere un Devil Child, ovvero per metà umano e per metà demone. Egli infatti è figlio di Lucifero. La creatura demoniaca che lo accompagna nelle sue avventure è Cool. Setsuna ha capelli grigi e occhi castano chiari. Indossa una maglietta a collo alto, nera, con sopra una giacca chiusa di colore blu. Pantaloncini dell'ultimo colore e scarpe da ginnastica. Porta anche un paio di guanti neri. Setsuna ha un fratellastro minore, Nagahisa Kai, che è stato rapito e portato nell'Expanse, un mondo di demoni, spiriti ed altre entità sovrannaturali in cui il protagonista entra accompagnato dal suo demone, Cool, per salvare il parente. Nel corso del gioco, Setsuna scopre di essere un Devil Child, mezzo umano e mezzo demone, e figlio di Lucifero. Apprende che Nagahisa, invece, è un Angel Child, figlio dell'angelo Michele, e che è stato rapito dai demoni per evitare che gli angeli lo trovassero e abusassero del suo potere. I due fratelli hanno il potere di portare la pace sia nel mondo umano che in quello demoniaco, come auspica Lucifero, o distruggerli e purificarli in fiamme detergenti, come invece è auspicato da Michele e gli altri angeli. Setsuna deve decidere se affrontare Nagahisa, e finisce con l'ucciderlo. Quando incontra Hoshigami, il ragazzino ha la possibilità di scegliere se ricreare il mondo o diventare il nuovo Dio delle Stelle.
- Mirai Kaname (要 未来?, Kaname Mirai) è la protagonista della versione Red del gioco. Compare anche nella versione White, e nei videogiochi DemiKids: Light Version/Dark Version e Devil Children Mobile. Mirai è una Devil Child, una ragazzina per metà umana e per metà demoniaca, figlia dell'antagonista Lucifero. Il diavolo che l'affianca è Veil, una grifone. Dai capelli rossi e gli occhi castani, la giovane Kaname porta un foulard rosso, una maglia a maniche lunghe rosa con sopra un gilè chiuso color giallo, gonna corta bianca, calze rosa lunghe fino alle cosce e stivaletti rossi con zeppa nera. Mirai decide di entrare nell'Expanse, abitato da demoni, spiriti ed altre creature soprannaturali, per chiarire l'identità del padre. Il suo desiderio la conduce attraverso un percorso simile a quello di Setsuna Kai, il protagonista della versione Black. La ragazzina scopre dal fantasma della madre e Mammone che il papà non è che lo stesso Lucifero, e che quello incontrato precedentemente era Azazel sotto mentite spoglie. La giovane Kaname libera il padre, e la sua storia prosegue in maniera analoga a quella di Setsuna.